# François Fournier-Verrières
Pour les articles homonymes, voir François Fournier, Fournier et Verrières.
François Fournier Verrières, né le 26 mars 1741 à Loudun (Vienne), est un général de la révolution française.

## États de service
Il est nommé chef de brigade le 16 décembre 1793, et directeur des fortifications de La Rochelle, puis en 1794, il passe à l’armée des Pyrénées-Orientales.
En novembre 1794, il est désigné comme directeur de l’ingénierie de Perpignan, et il participe aux sièges de Roses de novembre 1794 à février 1795, et de Figuères.
Sa conduite lors de ces événements, fait qu'il est promu général de brigade du génie le 16 octobre 1795. Affecté à l’armée d’Italie, il est admis à la retraite le 26 mai 1800.

## Sources
- (en) « Generals Who Served in the French Army during the Period 1789 - 1814: Eberle to Exelmans »
- (pl) « Napoléon.org.pl »

[[Catégorie:Date de décès 15 février 1821 à Bournand
(XIXe siècle)]]